# Планински пигмейски посум
Планинският пигмейски посум (Burramys parvus) е вид бозайник от семейство Пигмейски посуми (Burramyidae). Видът е критично застрашен от изчезване.

## Разпространение и местообитание
Разпространен е в Австралия (Виктория и Нов Южен Уелс).
Обитава национални паркове, пустинни области, скалисти райони, планини, склонове и храсталаци.

## Описание
На дължина достигат до 11,5 cm, а теглото им е около 44,3 g. Имат телесна температура около 36,1 °C.
Продължителността им на живот е около 12 години. Популацията на вида е намаляваща.